# Neucimar Fraga
Neucimar Ferreira Fraga (Itanhém, 26 de junho de 1966) é um político brasileiro. É filiado ao Progressistas, tendo sido anteriormente filiado ao PST, PL, PR, PV e ao PSD.
Em 1976, sua família, de sete irmãos, mudou-se para Vila Velha, no Espírito Santo. De origem simples, Neucimar Fraga ainda menino começou a trabalhar vendendo picolés, pastéis e jornais para ajudar no orçamento familiar.
Trabalhou como representante comercial até 2001. Ao mesmo tempo, atuou no movimento comunitário de seu bairro, Soteco, no município de Vila Velha. Seu trabalho na liderança comunitária abriu-lhe as portas para a vida pública e, em 2000, Neucimar Fraga foi eleito vereador. Dois anos depois concorreu e venceu o pleito para deputado federal. Em 2006, reelegeu-se.
Em 2007, foi eleito presidente da CPI do sistema carcerário brasileiro e, em outubro do mesmo ano, assumiu a coordenação da bancada federal capixaba.
Em 2008, Neucimar Fraga concorreu ao cargo de prefeito de Vila Velha, vencendo no segundo turno o candidato Hércules Silveira, do PMDB, por 52% a 47%. Renunciou ao mandato de deputado federal. Em 2012, tentou a reeleição, mas foi derrotado pelo candidato do DEM, Rodney Miranda, em primeiro e segundo turno.
Uma equipe de reportagem da Rede Gazeta foi agredida por cabos eleitorais de Neucimar após a derrota na eleição. Na ocasião, um repórter e cinegrafista da TV Gazeta levaram chutes e socos, o cinegrafista desmaiou e teve a perna pisoteada.
Em 2014, já filiado ao PV, foi candidato a senador pelo Espírito Santo, tendo como primeiro suplente o tenente Renato Pedrini (PCdoB) e segundo suplente Leonardo Loiola (PSD), professor universitário e advogado. Acabou na segunda posição, com 522.920 votos, atrás da deputada Rose de Freitas (PMDB).
Teve que explicar ao Tribunal de Contas do Estado (TCES) valores superiores a cem mil reais recebidos em salários, diárias e passagens aéreas quando estava à frente do Executivo municipal.
Em 2015, filiou-se ao PSD. A escolha pelo partido foi motivada pela possibilidade de disputar a eleição para a prefeitura de Vila Velha em 2016, na qual ele foi derrotado por Max Filho (PSDB).
Em abril de 2016, Neucimar teve os bens bloqueados pela Justiça, avaliados em mais de 3 milhões de reais. Ele responde por um processo de improbidade administrativa por conta de um contrato de compra de 99.700 uniformes escolares em 2012.
Em 2020, suas contas referentes ao exercício de 2012, último ano do seu mandato, foram aprovadas no TCES por unanimidade. Com este resultado, todas as contas do mandato de Neucimar frente a Prefeitura de Vila Velha, no período de 2009 a 2012, foram aprovadas.
Em 2021, tomou posse como deputado federal, substituindo Sérgio Vidigal (PDT), eleito prefeito da Serra.
Em 2022, ele foi criticado por postar um comentário machista sobre mulheres ucranianas durante a invasão da Ucrânia pela Rússia, perguntando "Como a Ucrânia quer ganhar a guerra sem nenhum canhão?". O caso ocorreu pouco depois do vazamento dos áudios de Arthur do Val.